# Köla distrikt
Köla distrikt är ett distrikt i Eda kommun och Värmlands län. Distriktet ligger omkring Adolfsfors-Köla i västra Värmland och gränsar till Norge.

## Tidigare administrativ tillhörighet
Distriktet inrättades 2016 och utgörs av Köla socken i Eda kommun.
Området motsvarar den omfattning Köla församling hade vid årsskiftet 1999/2000.

## Tätorter och småorter
I Köla distrikt finns tre småorter men inga tätorter.

### Småorter
- Adolfsfors-Köla
- Flogned och Skarbol
- Lässerud